# Jacques-Philippe Bonnaud

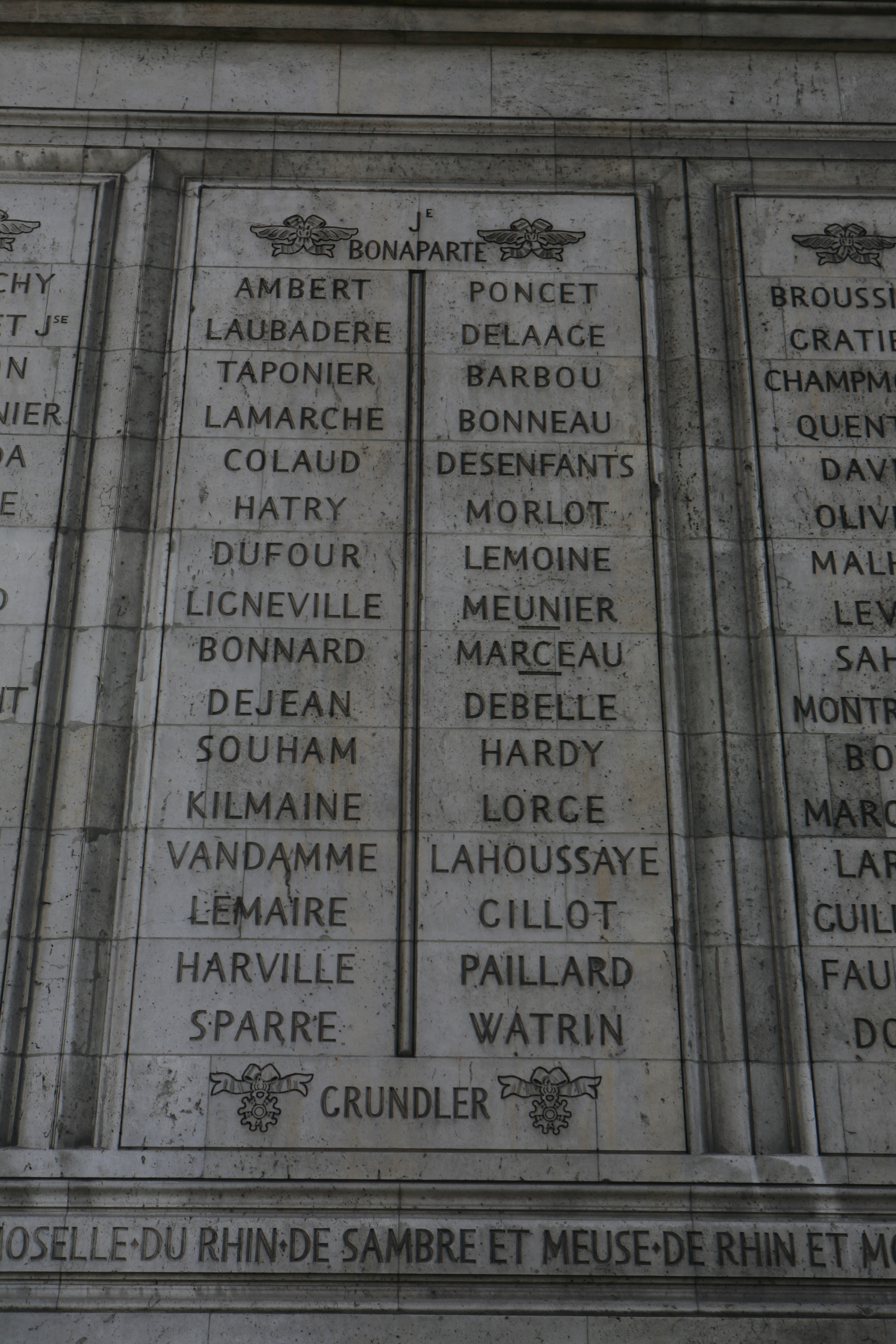
Nördlicher Pfeiler des Triumphbogens, Spalte 5 & 6

Jacques-Philippe Bonnaud (auch Bonneau; * 11. September 1757 in Bras; † 30. März 1797 in Bonn) war ein französischer Général de division der Revolutionsarmee. Er diente während der ersten Koalitionskriege gegen Österreich und Preußen.

## Biographie
Bonnaud genoss zunächst eine Ausbildung zum Chirurgen. 1776 trat er der Legion der Dauphiné bei und diente als Dragoner. In den folgenden Jahren durchlief er die Unteroffizierslaufbahn. Am 1. Februar 1792 war er Adjutant, zu seiner Zeit der höchste Unteroffiziersdienstgrad der französischen Armee.
Mit Beginn der Revolution beschleunigte sich auch seine Karriere. Am 10. März 1792 wurde er zum Sous-lieutenant und bereits am 17. Juli zum Caspitaine befördert. Er zeichnete sich in den Feldzügen mit der Armée du Nord von 1792 und '93 aus und wurde am 28. Januar 1794 zum Général de brigade befördert. Schon wenige Wochen später, am 30. April beschloss das Nationalkonvent ihn zum Général de division zu befördern.
Er diente im Ersten Koalitionskrieg, zunächst in den Österreichischen Niederlanden. Hier nahm er an den Schlachten von Willems (10. Mai 1794), Courtrai (11. Mai 1794), Tourcoing (17/18. Mai 1794) und Tournay (22. Mai 1794) teil. Im Juni 1795 wurde er nach Cherbourg gesandt um von dort, ab September, General Hoche bei der Niederschlagung des Vendée Aufstandes zu unterstützen.
Im Februar 1796 wurde er zur Sambre- und Maas-Armee versetzt und kämpfte unter Führung von Marschall Jean-Baptiste Jourdan bei Altenkirchen (4. Juni 1796) und Wetzlar (15./16. Juni 1796). Anfang Juli drang er wieder in Begleitung von Jourdan über den Rhein und kämpfte unter anderem bei Wolfring (20. August 1796), Amberg (24. August 1796) und schließlich bei der Schlacht um Würzburg (1. bis 3. September 1796). Nach der Schlacht bei Limburg (16. September 1796) kam es während des Rückzuges bei Gießen zu einem Gefecht, bei dem er von einer Kugel in den Oberschenkel getroffen wurde. An den Folgen dieser Verletzung verstarb er am 30. März 1797 in Bonn und fand dort auch seine letzte Ruhestätte.

## Ehrungen
- Sein Name findet sich am nördlichen Pfeiler (6. Spalte) des Triumphbogens am Place Charles-de-Gaulle (Paris).
- Der Place du Général Bonnaud in Bras (Var) wurde nach ihm benannt.